# 多瓦
多瓦（Dowa）是马拉维中央区的一座城镇，多瓦县的行政中心。著有《The Boy Who Harnessed the Wind: Creating Currents of Electricity and Hope》一书的William Kamkwamba就出生在这里。

## 人口数据
| 年份 | 人口  |
| ---- | ----- |
| 1998 | 4 482 |
| 2008 | 6 176 |